# Халби (язык)
Халби (также известный как бастари, халба, халвас, халаби, халви) — восточный индоарийский язык, переходный между ория и маратхи. Носителями языка халби являются приблизительно 766 297 человек в центральной части Индии.
Диалект Мехари (или махари) с некоторыми трудностями понимают носители других диалектов. Согласно оценкам, насчитывается до 200000 людей, говорящих на халби как на втором языке (2001). В Чхатисгархе образованные люди могут бегло говорить на хинди. Некоторые носители халби в качестве второго языка используют бхатри.